# Boguchwała (gmina)
Boguchwała – gmina miejsko-wiejska w województwie podkarpackim, w powiecie rzeszowskim. W latach 1975–1998 gmina położona była w województwie rzeszowskim.
Siedziba gminy to Boguchwała.
Według danych z 31 grudnia 2024 r. gminę zamieszkiwały 22 234 osoby.

## Historia
Jednostkowa gmina wiejska Boguchwała, wywodząca się z administracji zaboru austriackiego, funkcjonowała w okresie międzywojennym do 1 sierpnia 1934, kiedy w toku realizacji tzw. ustawy scaleniowej, zmierzającej do ujednolicenia samorządu terytorialnego na obszarze niepodległej Polski, weszła w skład gminy zbiorowej Racławówka, w której stanowiła gromadę jako jednostkę pomocniczą. Po likwidacji gmin z dniem 1 stycznia 1955 Boguchwała stała się siedzibą gromadzkiej rady narodowej, obejmującej Zwięczycę, Lutoryż i Mogielnicę. Od 1973 Boguchwała jest siedzibą gminy zbiorowej, powiększonej w 1976 o tereny gminy Racławówka, a w 2008 przekształconej w gminę miejsko-wiejską.

## Struktura powierzchni
Według danych z roku 2002 gmina Boguchwała ma obszar 96,19 km², w tym:
- użytki rolne: 81%
- użytki leśne: 11%

Jest to gmina przemysłowo-rolnicza i stanowi 7,89% powierzchni powiatu.

## Demografia
Dane z 31 grudnia 2021:
| Opis                              | Ogółem | Ogółem | Kobiety | Kobiety | Mężczyźni | Mężczyźni |
| --------------------------------- | ------ | ------ | ------- | ------- | --------- | --------- |
| jednostka                         | osób   | %      | osób    | %       | osób      | %         |
| populacja                         | 21 002 | 100    | 10 787  | 51,4    | 10 215    | 48,6      |
| gęstość zaludnienia (mieszk./km²) | 236,0  | 236,0  | 121,2   | 121,2   | 114,8     | 114,8     |

- Piramida wieku mieszkańców gminy Boguchwała w 2021 roku[11].

## Infrastruktura
- 19 droga krajowa nr 19

## Sołectwa
Kielanówka, Lutoryż, Mogielnica, Niechobrz, Nosówka, Racławówka, Wola Zgłobieńska, Zarzecze, Zgłobień.

## Sąsiednie gminy
Czudec, Iwierzyce, Lubenia, Rzeszów, Świlcza